# Denervació articular
La denervació articular és una tècnica quirúrgica per al tractament del dolor causat per l'artrosi que consisteix en la resecció o neurotomia de les branques sensitives articulars encarregades de la transmissió del dolor. Té l'avantatge d'una recuperació molt més ràpida a més a més de no interferir en la biomecànica de l'articulació. No comporta alteracions de la propiocepció i no requereix implants propis de tècniques com l'artròdesi o l'artroplàstia amb la qual cosa les complicacions són també menors. Està indicada per a qualsevol artropatia degenerativa, inflamatòria o posttraumàtica que cursi amb dolor i no té pràcticament cap contraindicació a part de les pròpies de qualsevol intervenció quirúrgica.
Des de principis del segle XX diversos autors van proposar la denervació articular com a tractament del dolor en les artropaties d'origen degeneratiu o posttraumàtic. L'any 1966 Wilhelm dissenya una tècnica aplicada a l'articulació del canell i des d'aleshores altres autors han descrit i modificat procediments quirúrgics de denervació basats en els mateixos principis per a aquesta articulació, les interfalàngiques, la trapeciometacarpiana i metacarpofalàngica.